# García III van Navarra
García III Sánchez van Navarra (november 1016 – Atapuerca, 15 september 1054) was van 1035 tot 1054 koning van Navarra. Hij behoorde tot het huis Jiménez.

## Levensloop
Hij was de oudste zoon van koning Sancho III van Navarra en Mayor van Castilië, dochter van graaf Sancho I Garcés van Castilië. In 1035 volgde hij zijn vader op als koning van Navarra en werd daarmee de leenheer van twee van zijn broers: koning Ramiro I van Aragón en graaf Gonzalo van Sobrarbe en Ribagorza. Ook kon hij aanspraak maken op het gebied van zijn broer Ferdinand, die na de dood van zijn vader in 1035 graaf van Castilië geworden was. 
In 1037 ontstond er een oorlog tussen García III en zijn schoonbroer, koning Bermudo III van León, door een grensconflict. In deze oorlog werd García gesteund door zijn broer Ferdinand en in de slag bij Tamarón versloegen ze Bermudo III, die eveneens sneuvelde. Ferdinand werd daarop tot koning van León gekroond.
Door Ferdinand meermaals te helpen verkreeg García de steun van zijn broer. Hiervan maakte hij gebruik om Navarra uit te breiden tot aan de baai van Santander. García kwam echter in conflict met zijn broer Ramiro, die meer autonomie wilde, en het kwam tot een oorlog tussen de broers. Bij de slag bij Tafalla werd García uiteindelijk verslagen, waardoor hij moest erkennen dat Ramiro meer autonomie kreeg als koning van Aragón. 
García was ook een van de eerste christelijke koningen in Spanje die enorm profiteerde van de zwakheid van de taifa-koninkrijkjes, die ontstaan waren na de ineenstorting van het kalifaat Córdoba in 1031. Zo veroverde hij in 1045 de stad Calahorra. 
Ook de relaties tussen García en zijn broer Ferdinand verzuurden en uiteindelijk brak er een oorlog uit tussen de broers. Bij de beslissende veldslag bij Atapuerca op 15 september 1054 werden de Navarrese troepen verslagen en sneuvelde García III. 

## Huwelijk en nakomelingen
In 1038 huwde hij met Stephanie van Foix, dochter van graaf Bernard Rogier van Foix. Ze kregen volgende kinderen:
- Hermesinde, gehuwd met Gortunus Sanchez, heer van Yarnoz
- Mayor, gehuwd met Guido II van Beaune, graaf van Mascon
- Urraca, gehuwd met Garcia Ordoñez de León, graaf van Najera
- Ramiro (-1083), heer van Calahorra
- Sancho IV (1040-1076)
- Ramón Garcés, de moordenaar, el Fratricida, van zijn broer Sancho IV
- Ferdinand, heer van Bucesta
- Raymond, heer van Murillo y Cameros.
- Jimena

Ook had hij twee buitenechtelijke kinderen:
- Sancho Garcés, heer van Uncastillo, grootvader van koning García IV van Navarra
- Mencia Garcés (overleden in 1106), huwde met Fortún Ochoiz

## Voorouders
| Voorouders van Garcia III van Navarra (1016-1054) | Voorouders van Garcia III van Navarra (1016-1054)                 | Voorouders van Garcia III van Navarra (1016-1054)                 | Voorouders van Garcia III van Navarra (1016-1054)                 | Voorouders van Garcia III van Navarra (1016-1054)                 | Voorouders van Garcia III van Navarra (1016-1054)                 | Voorouders van Garcia III van Navarra (1016-1054)                 | Voorouders van Garcia III van Navarra (1016-1054)                 | Voorouders van Garcia III van Navarra (1016-1054)                 |
| ------------------------------------------------- | ----------------------------------------------------------------- | ----------------------------------------------------------------- | ----------------------------------------------------------------- | ----------------------------------------------------------------- | ----------------------------------------------------------------- | ----------------------------------------------------------------- | ----------------------------------------------------------------- | ----------------------------------------------------------------- |
| Overgrootouders                                   | Sancho II van Navarra (-999) ∞ Urraca Fernández (935-1007)        | Sancho II van Navarra (-999) ∞ Urraca Fernández (935-1007)        | Ferdinand Vermúdez van Cea (-) ∞ Elvira (-)                       | Ferdinand Vermúdez van Cea (-) ∞ Elvira (-)                       | García I Fernandez (-995) ∞ ~960 Ava van Ribagorza (-)            | García I Fernandez (-995) ∞ ~960 Ava van Ribagorza (-)            | Salvator van Castilië-Lara (-) ∞ ? (-)                            | Salvator van Castilië-Lara (-) ∞ ? (-)                            |
| Grootouders                                       | García II van Navarra (964-1000) ∞ Jimena Fernández (-1035)       | García II van Navarra (964-1000) ∞ Jimena Fernández (-1035)       | García II van Navarra (964-1000) ∞ Jimena Fernández (-1035)       | García II van Navarra (964-1000) ∞ Jimena Fernández (-1035)       | Sancho I Garcés (965-1017) ∞ Uracca Salvadores (-)                | Sancho I Garcés (965-1017) ∞ Uracca Salvadores (-)                | Sancho I Garcés (965-1017) ∞ Uracca Salvadores (-)                | Sancho I Garcés (965-1017) ∞ Uracca Salvadores (-)                |
| Ouders                                            | Sancho III van Navarra (990-1035) ∞ Mayor van Castilië (995-1032) | Sancho III van Navarra (990-1035) ∞ Mayor van Castilië (995-1032) | Sancho III van Navarra (990-1035) ∞ Mayor van Castilië (995-1032) | Sancho III van Navarra (990-1035) ∞ Mayor van Castilië (995-1032) | Sancho III van Navarra (990-1035) ∞ Mayor van Castilië (995-1032) | Sancho III van Navarra (990-1035) ∞ Mayor van Castilië (995-1032) | Sancho III van Navarra (990-1035) ∞ Mayor van Castilië (995-1032) | Sancho III van Navarra (990-1035) ∞ Mayor van Castilië (995-1032) |